# Karlshof (Gramzow)

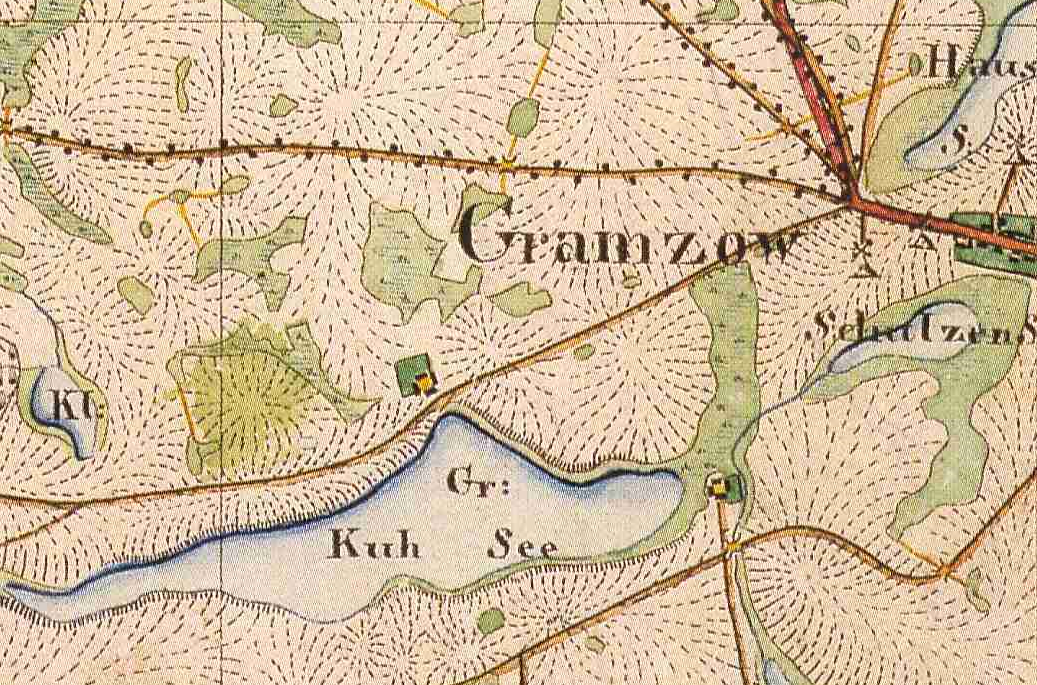
Der Wohnplatz Karlshof (ohne Benennung) auf dem Urmesstischblatt 2749 von 1827

Karlshof, im 19. Jahrhundert auch Carlshof geschrieben, ist ein Wohnplatz in der Gemeinde Gramzow im Landkreis Uckermark (Brandenburg). Er wurde 1818 durch den Amtsrat August Karbe auf Ländereien angelegt, die zum Gramzower Schulzengut gehörten. Das Gut wurde im 19. Jahrhundert noch zum Gemeindebezirk Blankenburg gerechnet, da der Schulzenhof zum Schulamt Blankenburg gehörte. Die Gemeinde Gramzow ist Sitz und Mitglied der Verwaltungsgemeinschaft Amt Gramzow.

## Lage
Das (ursprüngliche) Vorwerk Karlshof lag rund 500 Meter vom Ortskern von Granzow, und nur wenige Zehnermeter vom Nordufer des Großen Kuhsees entfernt. Durch inzwischen weitere, aufgelockerte Bebauung erstreckt sich der Wohnplatz heute über eine Strecke von fast einem Kilometer entlang der Straße Karlshof, die nordwestlich des Ortskerns von Gramzow von der B 198 nach Westen abzweigt. Das Vorwerk Karlshof liegt auf etwa 62 m ü. NHN.

## Geschichte
Das Vorwerk Karlshof wurde 1818 von Amtsrat August Karbe auf Ländereien angelegt, die zum Schulzengut in Gramzow gehörten. Das Schulzengut mit drei Hufen gehörte damals zum Schulamt Blankenburg, das Amtsrat Karbe in Pacht hatte. Auf dem Urmesstischblatt Potzlow von 1827 ist es zwar eingezeichnet, jedoch ohne Namen.
Nach der Beschreibung von 1854 gab es am Wohnplatz Karlshof ein Wohnhaus, das 10 Bewohner hatte. 1858 werden sogar zwei Wohnhäuser mit 16 Einwohnern angegeben, außerdem sechs Wirtschaftsgebäude. Um/vor 1867 kam der Hof in den Besitz eines C. Zander.
Mit der Auflösung des Schulamtes, bzw. genauer der Übertragung der hoheitlichen Befugnisse (Polizeigewalt) auf den Kreis, kam das Ackergut Karlshof 1874 zusammen mit Blankenburg zum Amtsbezirk 1 Seehausen im Kreis Angermünde. Zum Amtsvorsteher wurde Schulamtspächter Steinicke in Seehausen bestimmt, Stellvertreter war der Gutsbesitzer Wölle auf Warnitz.
1879 hatte das Vorwerk eine Gesamtgröße von 139,46 ha, davon waren 112,58 ha Acker, 26,46 ha Wiesen und 0,42 ha Wasser. Der Grundsteuerreinertrag ist mit 3975 Mark beziffert.
1885 gehörte der Carlshof Paul Karbe, Hauptmann a. D. Das Gut hatte nun eine Größe von 155 ha, davon 141 ha Acker, 13 ha Wiesen und 1 ha Wasser. Der Grundsteuerreintrag war mit 4157 Mark festgesetzt. Unter den Besonderheiten ist die Züchtung von Holländer Rindvieh und eine Molkerei vermerkt.
Für 1896 wird die Gesamtgröße des Hofgutes mit 158,26 ha angegeben, davon 142,26 ha Acker und 16 ha Wiesen, Der Grundsteuerreinertrag wurde mit 4032 Mark angesetzt. Als Besitzer ist ein C. Mulatt angegeben.
Ab 1903 war Fritz Wölle Besitzer von Karlshof. 1921 wird die Gesamtgröße mit 162 ha angegeben, davon waren 141 ha Acker, 17 ha Wiese, 1 ha Hutung und 3 ha Unland. Auf dem Hof wurden 18 Pferde gehalten, davon zwei Zuchtstuten, 48 Stück Rindvieh, davon 15 Milchkühe und drei Deckbullen sowie 18 Schweine.
Niekammer's Landwirtschaftliches Güter-Adressbuch der Provinz Brandenburg nennt für 1923 wiederum Fritz Wölle als Besitzer. Die Gesamtgröße ist nun mit 158 ha beziffert, davon 142 ha Acker und 16 ha Wiesen. Der Tierbestand betrug 17 Pferde, 70 Stück Rindvieh, davon 32 Milchkühe und 60 Schweine. Der Grundsteuerreintrag belief sich auf 4303 Mark.
Niekammer's Landwirtschaftliches Güter-Adressbuch der Provinz Brandenburg von 1929 (das letzte dieser Reihe) gibt nun eine Gesamtgröße von 175 ha an, davon 150 ha Acker, 20 ha Wiesen und 5 ha Weiden. Der Grundsteuerreinertrag war auf 4785 Mark gestiegen. An Tiere standen 20 Pferde und 60 Stück Rindvieh auf dem Hof, davon waren 32 Milchkühe. Der Besitzer hatte gewechselt; der Hof gehörte nun einem Dr. Puppe von Berlin.,
In der Bodenreform von 1946 wurden insgesamt 239 ha enteignet und aufgeteilt, darunter auch das ursprüngliche Vorwerk Karlshof. 1953 entstand zunächst eine LPG Typ I mit acht Mitgliedern, die 25 ha Nutzfläche bewirtschaftete. Diese LPG wurde 1953 wieder aufgelöst. Bald darauf muss aber eine neue LPG Typ I gegründet worden sein, die 1960 15 Mitglieder hatte; sie bewirtschaftete 117 ha landwirtschaftliche Nutzfläche. 1970 wurde diese LPG an die LPG Typ III in Gramzow angeschlossen.

## Kommunale Zugehörigkeit
Karlshof gehörte zumindest bis 1874 zum Gemeindebezirk Blankenburg. Auch das Historische Ortslexikon schreibt: um 1860 noch zum Gemeindebezirk Blankenburg. Unklar ist, wann Karlshof dann zum Gemeindebezirk Gramzow kam. 1897 gehörte Karlshof definitiv zur Gemeinde Gramzow. 1931 und 1957 war Karlshof ein Wohnplatz von Gramzow, 1977 ist Karlshof als Ortsteil von Gramzow tituliert. Mit der Gemeinde Granzow kam der Ortsteil 1992 zum Amt Gramzow. Er hat seither wieder den Status eines Wohnplatzes.
Zur Zeit des Aufbaus des Vorwerk lag Gramzow und Karlshof im Kreis Angermünde der Provinz Brandenburg. In der Kreisreform von 1952 in der damaligen DDR kam Gramzow zum Kreis Prenzlau und zum Bezirk Neubrandenburg. Mit der Kreisreform von 1993 wurde der Kreis Prenzlau zusammen mit dem Kreis Angermünde und dem Kreis Templin zum Landkreis Uckermark vereinigt.
| Jahr      | 1840 | 1858 | 1871 | 1912 | 1925 |
| Einwohner | 8    | 16   | 3    | 69   | 62   |

Das  Alphabetische Verzeichnis sämtlicher im Regierungsbezirk Potsdam belegenen Ortschaften und Ortsteile von 1897 gibt leider keine separaten Einwohnerzahlen für Gramzow und Karlshof an.

## Besitzer (Übersicht)
- 1818–1840 August Karbe, Amtsrat[16]
- 1867 Zander[2]
- 1872 Zander[17]
- 1879 Zander[4]
- 1880 C. Zander[18]
- 1885 Paul Karbe, Hauptmann a. D.[5]
- 1896 C. Mulatt[6]
- 1903 Fritz Wölle[19]
- 1907 Fritz Wölle[20]
- 1910 Fritz Wölle[21]
- 1914 Fritz Wölle[22]
- 1921 Fritz Wölle[7]
- 1923 Fritz Wölle[8]
- 1929 Dr. Puppe Berlin[9]